# خیرآباد (چهارباغ)
خیرآباد، روستایی از توابع بخش رامجین شهرستان چهارباغ در استان البرز ایران است.

## جمعیت
این روستا در دهستان اغلان‌تپه قرار دارد و براساس سرشماری مرکز آمار ایران در سال۱۳۹۵، جمعیت آن ۲۰۵ نفر (۵۱خانوار) بوده‌است.